# Порука
Порука је средство комуникације које пружа одређене информације. Њено значење зависи од контекста у коме се користи. Порука може бити упућена једном примаоцу исте или више њих. Поруке се могу преносити вербалним путем, разговором, или писмено, СМС порука, написана на комаду папира. Такође, поруке се могу слати и невербалном комуникацијом, тј. одређеним покретима, мимиком итд.
У рачунарству, размена тренутних порука (енгл. instant messaging) и и-мејл су примери рачунарског софтвера за пренос порука које могу или не морају да буду читљиве, од једне до друге особе.